# Epitafia
Epitafia (hiszp. Epitafios) – argentyński serial kryminalny nadawany przez stację HBO Latino od 14 sierpnia 2004. W Polsce nadawany był przez stację Cinemax. Zdjęcia do serialu kręcono w Buenos Aires.
Mottem serialu jest El final está escrito... ("Koniec jest pisany...").

## Produkcja
Epitafia to pierwszy serial wyprodukowany przez latynoamerykańską wersję kanału HBO. Współproducentem była wytwórnia filmowa Pol-Ka.

## Opis fabuły
5 lat przed wydarzeniami serialu doszło do śmierci w niewyjaśnionych okolicznościach czterech uczniów szkoły średniej, zakładników psychicznie chorego nauczyciela, próbującego w ten sposób zmusić dyrekcję szkoły do wysłuchania jego żądań.
Bruno Costas (Antonio Birabent) 5 lat po tych wydarzeniach pragnie zemścić się na ludziach zaangażowanych w śmierć uczniów. Nieoczekiwanie dochodzi do śmierci nauczyciela – jedynego świadka tego zdarzenia. Tajemnicza śmierć zainteresowała psychologa Laurę Santini (Paola Krum) i Renzo Marqueza (Julio Chávez), policjanta, który odszedł ze służby po zdarzeniu w szkole. W rozwiązaniu tajemnicy pomaga im Marina (Cecilia Roth), która jest zakładniczką Bruno Costasa. Kobieta zmuszona została przez niego do zabójstwa matki i obecnie boryka się z problemami emocjonalnymi.

## Obsada
- Julio Chávez jako Renzo Márquez
- Paola Krum jako Laura Santini
- Antonio Birabent jako Bruno Costas
- Cecilia Roth jako Marina Segal
- Villanueva Cosse jako Marcos Márquez
- Rafael Ferro jako Fernán
- Luis Luque jako Comisario Jiménez
- Carlos Portaluppi jako Dr. Morini
- Lito Cruz jako Benítez
- Luis Machín jako Santiago Penalver
- Oscar Ferreiro jako Gálvez
- Fernando Pena jako Joven Ruleta
- Leonora Balcarce jako Sofia Pena
- Lucrecia Capello jako Graciela
- Norman Briski jako Feldman
- Esther Goris jako Sra. Spinelli
- Daniel Hendler jako Gustavo Echeverría
- Jorge Marrale jako Sr. Costas
- David Masajnik jako Martin Jiménez
- Peto Menahem jako Sidesky
- José María Monje jako Rulo
- Eduardo Narvay jako Policía
- Alejo Ortiz jako Fernando Spinelli
- Atilio Pozzobon jako Ortiz

## Nagrody
Martín Fierro 2008